# 熊本県道60号芦北坂本線
熊本県道60号芦北坂本線（くまもとけんどう60ごう あしきたさかもとせん）は、熊本県葦北郡芦北町から八代市に至る県道（主要地方道）である。

## 概要
ほぼ全線で川沿いを走る。沿線に観光・商業施設などは特に存在せず、田園風景が広がっている。
すれ違いが困難な区間も多いが、坂本町では道路沿いに民家が多数存在し、住民の生活道路になっているほか、バスも運行されているため走行には注意が必要である。

### 路線データ
- 起点：熊本県葦北郡芦北町大字宮浦（熊本県道27号芦北球磨線交点）
- 終点：熊本県八代市坂本町川嶽（国道219号交点、熊本県道253号破木二見線起点）

## 歴史
- 1993年（平成5年）5月11日 - 建設省から、県道破木二見線の一部・県道久多良木横居木線・県道吉尾田浦線の一部・県道白石花岡線の一部が芦北坂本線として主要地方道に指定される[1]。
- 1994年（平成6年） - 上記告示に基づき路線認定。

## 路線状況

### 重複区間
- 熊本県道272号球磨田浦線（葦北郡芦北町大字吉尾 - 葦北郡芦北町大字横居木）
- 熊本県道253号破木二見線（八代市坂本町百済来下 - 八代市坂本町川嶽）

## 地理

### 通過する自治体
- 葦北郡芦北町(黒岩、横居木、大岩、吉尾、立川、大尼田、松生、宮浦)
- 八代市坂本町(百済来上、百済来下、田上、川嶽)

### 交差する道路
| 交差する道路                                   | 市町村名 | 市町村名 | 交差する場所   | 交差する場所 |
| ---------------------------------------------- | -------- | -------- | -------------- | ------------ |
| 熊本県道27号芦北球磨線                         | 葦北郡   | 芦北町   | 大字宮浦       | 起点         |
| 熊本県道272号球磨田浦線 重複区間起点           | 葦北郡   | 芦北町   | 大字吉尾       |              |
| 熊本県道272号球磨田浦線 重複区間終点           | 葦北郡   | 芦北町   | 大字横居木     |              |
| 熊本県道253号破木二見線 重複区間起点           | 八代市   | 八代市   | 坂本町百済来下 |              |
| 熊本県道258号田上日奈久線                      | 八代市   | 八代市   | 坂本町川嶽     |              |
| 国道219号 熊本県道253号破木二見線 重複区間終点 | 八代市   | 八代市   | 坂本町川嶽     | 終点         |

### 交差する鉄道
- 九州新幹線

### 沿線
- 球磨川
- 永谷川
- 吉尾川
- 大尼田川
- 宮浦川
- 陣之内川
- 板持川
- 百済来川